# Minato Mirai 21
Minato Mirai 21 (みなとみらい21 Minato Mirai Nidzsúicsi), (gyakran nevezik egyszerűen Minato Mirai-nak vagy MM-nek) egy központi üzleti negyed Jokohamában, Japánban. A kezdeti 1980-as fejlesztésekben a Minato Mirai 21 célja az volt, hogy az új, városi központ csatlakozzon Jokohama hagyományosan fontos területeihez és kereskedelmi központjaihoz a Kannai és Jokohama állomás területén.

Ma az üzletkötés, vásárlás és turisztikai látnivalók vonzzák a látogatókat valamint üzletembereket egész Tokió területéről. A negyed otthont ad számos nagy szállodának, üzleti toronynak beleértve a Jokohama Landmark-tornyot és Pacifico Jokohama kongresszusi központot. Múzeumok, számos kávézó illetve bevásárlóközpont helyezkedik el a sétálóutca mentén. 

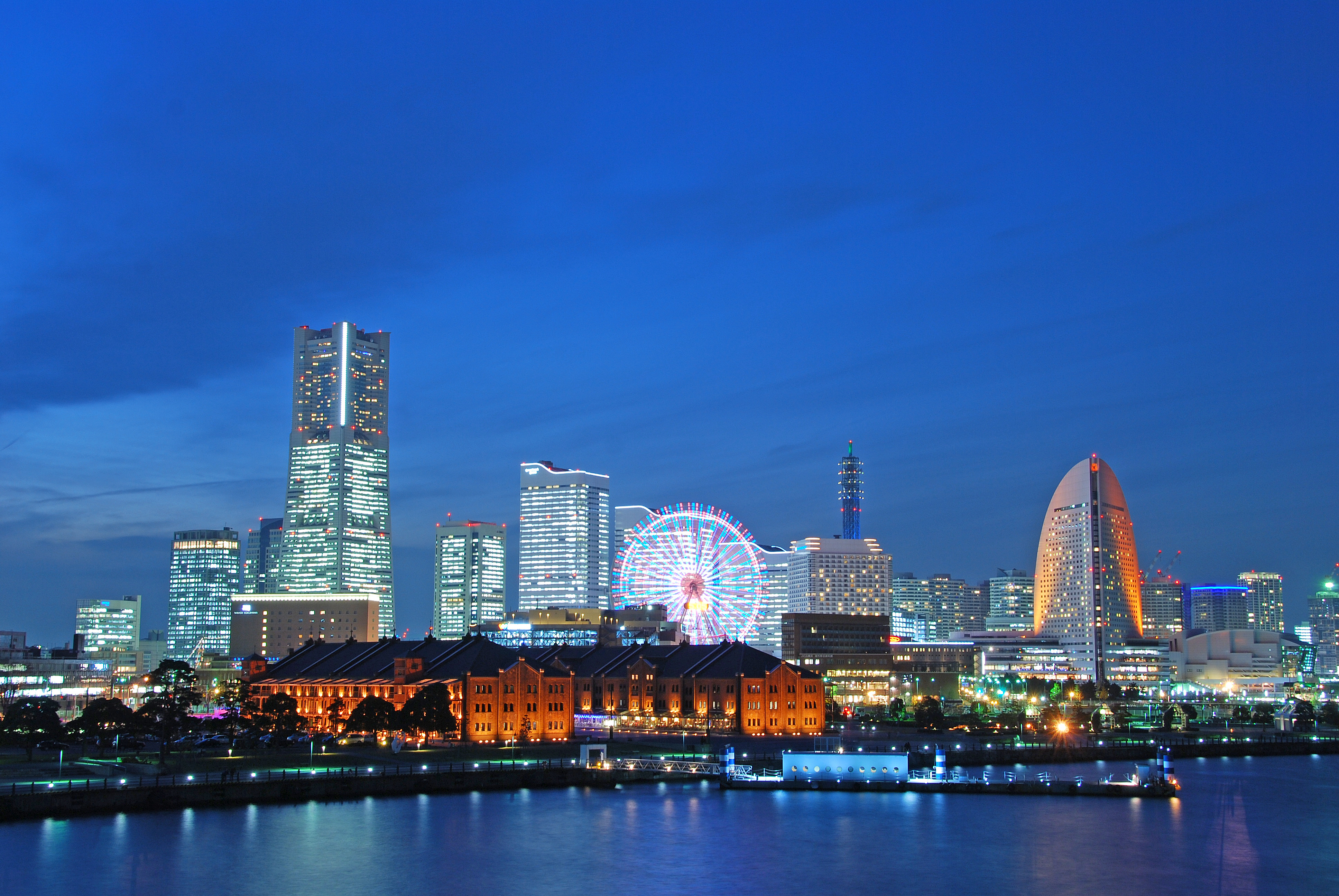
Minato Mirai 21 szürkületkor

## Áttekintés
Eredetileg, Minato Mirai 21 része volt Jokohama fő fejlesztési tervének 1965-ben. Több értékelés és felülvizsgálat után végül a tényleges építkezés 1983-ban kezdődött meg. A jelenlegi területen található az egykor ismert Jokohama hajógyár és a Japán Nemzeti Vasúthálózat teherpályaudvara. Itt található a Takashima rakpart és Shinko rakpart. A várost, a kikötő és az ipari területek két részre osztották. Minato Mirai 21 fejlesztésével a két városközpont összekapcsolódott és most üzleti valamint központi „magja” Jokohamának. Nevét „Minato Mirai 21” közvélemény kutatás segítségével választották melynek jelentése „A jövő kikötője a 21. században”.
Minato Mirai 21 jelenleg virágzik mint az egyik legújabb üzleti negyed. Egyik fő szimbóluma a Jokohama Landmark-torony mely Japán harmadik legmagasabb felhőkarcolója. A torony mellett helyet kap több múzeum valamint a Cosmo Clock 21 nevezetű óriáskerék. Több nagyvállalat választja székhelyéül. Ma körülbelül 79,000 ember dolgozik itt.
Számos turistát vonz a közelben található Kínai negyed. 2010-ben körülbelül 58 millió látogató érkezett. Minato Mirai 21 Jokohama szimbólumává vált.

## Látnivalók
Főbb látnivalók a környéken:
- Jokohama Landmark-torony – a harmadik legmagasabb épület Japánban, kilátással a Fudzsira
- Cosmo World vidámpark – magába foglalja a Cosmo Clock 21 óriáskereket
- Minato Mirai csarnok – koncertterem mely otthont ad a Kanagawa Filharmonikusoknak
- Manyo Club – gyógy- és relaxációs központ
- Jokohama Művészeti Múzeum
- Landmark Pláza
- Mitsubishi Minatomirai Ipari Múzeum

## Jelentős szállodák
Szállodák több mint 300 vendégszobával:
- InterContinental Jokohama Grand Hotel
- Jokohama Royal Park Hotel
- Jokohama Sakuragicho Washington Hotel
- Jokohama Bay Hotel Tokyu

## Vasútállomások
- Minatomirai Állomás
- Sakuragicho Állomás
- Shin-Takashima Állomás

## Fordítás
- Ez a szócikk részben vagy egészben  a   Minato Mirai 21 című angol Wikipédia-szócikk fordításán alapul.  Az eredeti cikk szerkesztőit annak laptörténete sorolja fel. Ez a jelzés csupán a megfogalmazás eredetét és a szerzői jogokat jelzi, nem szolgál a cikkben szereplő információk forrásmegjelöléseként.